# Grafit

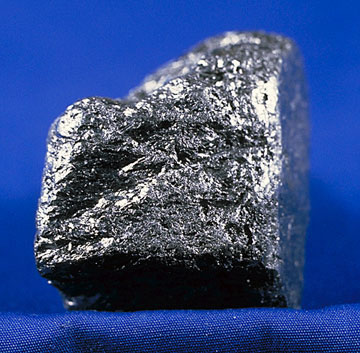
Grafit

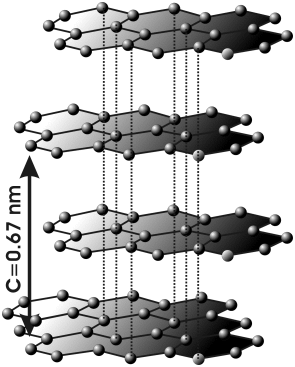
Kristallstruktur av grafit

Grafit (nybildning av grekiska grạphein - skriva)är ett mineral som bara består av grundämnet kol. Grafit är en allotrop av kol där atomerna bildar plana skikt med kristaller av hexagonstruktur. i grafit binder en kolatom tre andra atomer. Inom lagren sitter atomerna fast hårt, men mellan lagren mindre hårt. Det behövs alltså ingen större yttre påverkan för att lagren ska lossna från varandra.[källa behövs] Detta gör att när man drar ett stycke grafit mot något, så lämnar det ett gråsvart streck efter sig (något som brukar kallas streckfärg).

## Egenskaper
Hårdheten är 1-2 mohs och densiteten 2,26 g/cm3. Grafit kan vara glansigt eller matt till utseendet med en grå till svart färg. Grafit leder elektrisk ström, precis som metall, men resistiviteten är högre.

## Förekomst
Grafit förekommer i naturen i vissa metamorfa bergarter som skiffrar, marmor och gnejser. Den kan också hittas som ådror i pegmatit. Grafit har brutits i Sverige, Bayern, Sri Lanka, Kanada, Nordkorea, Ryssland (Sibirien) och på Madagaskar.
Naturlig grafit innehåller 1-8% flyktiga beståndsdelar och 1-32% aska. 
Syntetisk grafit (eller artificiell grafit) framställs genom upphettning av kolhaltigt material på icke-grafitisk form, såsom petroleumkoks eller kol, till mycket höga temperaturer. Processen innefattar flera steg som börjar med kalcinering (upphettning för att avlägsna flyktiga komponenter) följt av grafitisering (ytterligare upphettning till Kristallin struktur). Grafitisering sker genom kemisk ångdeposition från kolväten vid temperaturer över 2 500 K (2 230 °C), genom nedbrytning av termiskt instabila karbider eller genom kristallisering från metallegeringar mättade med kol.

## Användning
Grafit används också till tillverkning av smörjmedel, polermedel, grafitelektroder och smältdeglar.
- I kärnkraftverk används grafit som moderator och reflektor.[1][8]
- Om man blandar grafit med olja blir det ett utmärkt smörjmedel. Pulveriserad grafit utan olja är bra för smörjning av lås, som då fungerar även i sträng kyla utan att kärva.
- Grafit är lämpligt för smörjning av de skruvar av trä, som finns i äldre hyvelbänkar
- Grafit används som pigment, C.I. Pigment Black 10 (77265). Den har en mörkt grå färg med metallisk lyster, men inte sällan är användningen primärt motiverad av grafitens övriga egenskaper.[9][10]
- Grafit har tidigare använts som rostskyddsfärg.[11]
- Om man blandar grafit med lera och värmebehandlar denna blandning får man blyerts.
- Grafitgarn (engelska Graphite Yarn) används för att täta ångrör och ventilspindlar, gemenligen kallat "kranar".
- I litiumjonbatterier.

## Grafit i Sverige
Det uppskattas finnas tre miljoner ton grafit i Sverige, framför allt i norra Sverige. I Sverige har man hittat grafit i skiffrar och gnejser. I de mellansvenska sedimentgnejserna kan man lokalt hitta mycket grafit. Nedlagda grafitgruvor finns i Håtuna i Uppland (Skällstagruvan) samt i Hallvarsbennng vid Norberg (Västanfors grafitverk). Grafit har sedan 1996 brutits från och till i Kringelgruvan i Ovanåkers kommun.
Det australiensiska företaget Talga Mining har hittat grafit i Nunasvaara vid Torneälven, tio kilometer väster om Vittangi.
Företaget Shanghai Putailai (PTL) bygger sedan 2023 en anläggning i Torsboda i Västernorrland för tillverkning av artificiell grafit. Grafiten ska ingår i anodmaterial för litiumjonbatterier i bland annat elbilar.

## Konstgjord grafit
Konstgjord grafit för t.ex. grafitelektroder och grafitanoder görs av olika petroleumprodukter. Man delar upp råmaterialet för tillverkningen av elektrografit i tre huvudgrupper: 
- Fyllnadsmaterial
- Bindningsmaterial
- Tillsatsmaterial

Fyllnadsmaterialet är petroleumkoks som erhålls vid fraktionering av råolja. Bindningsmaterial är stenkolstjära och beck. Tillsatsmedel är olja som fungerar som smörjmedel vid vissa moment i processen. 
Innan petroleumkoksen kan användas i processen måste den genomgå en reningsprocess som kallas kalcinering. Den renade koksen blandas med beck i bestämda proportioner. Blandningen sker i ånguppvärmda blandare varvid en temperatur på 150 grader Celsius uppnås. Efter nedkylning till 100 grader Celsius är blandningen klar att formas. Formningen sker i pressar där en hydraulisk kolv pressar ut materialet genom ett munstycke. Presstrycket varierar beroende på vilken elektroddiameter slutprodukten ska ha. Det pressade ämnet avskäres till önskad längd och kyles i ett vattenbad. Detta ämne som ska vidareförädlas till grafitelektrod kallas i detta skede "green stock" eller mer populärt kallat "grönkol". Första steget är baking. Elektroderna "bakas" i stora ugnar med något undertryck under 12-14 dygn efter en noggrann kontrollerad temperaturökning till 850 graders värme. Baking är en kritisk process. Vid för hastig temperaturökning av kolämnena kan interna spänningar med risk för sprickbildning uppstå. Det färdiga ämnet består av 15% bindningsprodukter och resten fyllnadsmaterial. En del elektroder går vidare till grafitering medan merparten går till impregnering. Impregneringen ger elektroderna större täthet och hållfasthet. Efter impregnering går elektroderna till re-baking, de bakas en gång till i 60 timmar i temperaturer upp till 850 grader. När re-baking är klar ska elektroderna grafiteras, det amorfa kolet ska omvandlas till grafit i temperaturer upp till 2850 grader. De färdiga elektroderna kyls ned och går till maskinbearbetning innan de är klara för leverans.